# Martin Pedersen
Martin Pedersen (Brøndby, 15 de abril de 1983) es un ciclista danés.
Debutó como profesional en 2004. Corrió siempre para equipos daneses, hasta la temporada 2010, cuando el Footon-Servetto, de categoría UCI ProTour le contrató y posteriormente pasó al Leopard Trek. Tras la fusión de este con el RadioShack en 2012, Pedersen quedó sin lugar en el equipo y retornó al club danés Christina Watches-Onfone, equipo en el que compitió hasta la temporada 2013.

## Palmarés
2005
- Gran Premio San Giuseppe
- Lieja-Bastoña-Lieja sub-23
- 2 etapas del Tour de Olympia
- 3 etapas del Ringerike GP
- 1 etapa del Giro de Toscana

2006
- Vuelta a Gran Bretaña, más 1 etapa

2008
- 1 etapa del Circuito de las Ardenas
- 1 etapa del Kreiz Breizh Elites
- 1 etapa del Tour de Eslovaquia
- Circuito de Houtland

2009
- 1 etapa de los Tres Días de Vaucluse
- Gran Premio de la Ville de Nogent-sur-Oise
- Vuelta a Colonia
- Gran Premio Cristal Energie

2012
- Tour de China I

2013
- Circuito de Argel

## Resultados en Grandes Vueltas
| Carrera | Carrera         | 2004 | 2005 | 2006 | 2007 | 2008 | 2009 | 2010  | 2011 | 2012 | 2013 |
| ------- | --------------- | ---- | ---- | ---- | ---- | ---- | ---- | ----- | ---- | ---- | ---- |
|         | Giro de Italia  | ―    | ―    | ―    | ―    | ―    | ―    | Ab.   | ―    | ―    | ―    |
|         | Tour de Francia | —    | —    | —    | ―    | ―    | ―    | ―     | ―    | ―    | —    |
|         | Vuelta a España | —    | —    | ―    | ―    | ―    | ―    | 131.º | ―    | ―    | ―    |

—: no participa

Ab.: abandono

## Equipos
- PH (2004)
- GLS (2005)
- Team CSC (2006-2007)
- GLS-Pakke Shop (2008)
- Capinordic (2009)
- Footon-Servetto (2010)
- Leopard Trek (2011)
- Christina Watches-Onfone (2012-2013)